# Неокласицизм (музика)
Неокласицизм — напрям в академічній музиці XX століття, представники якого прагнули до відродження стилістичних рис музики ранньокласичного і докласичного періоду. Найбільшого розвитку досяг у 1920-х — 1930-х роках.

## Характеристика
Виник як реакція і пряме заперечення на музичний стиль імпресіонізму. Як мистецький напрям неокласицизм задекларував у 1920 р. Ф. Бузоні у статті «Новий класицизм» (у формі відкритого листа музикознавцю П. Беккеру). Бузоні писав був: «Під новим класицизмом я розумію розвиток, відбір та використання всіх досягнень минулого досвіду та їхнє втілення у тверду й вишукану форму». У 1924 І. Стравінський висунув гасло «Назад до Баха», що був підхоплений музикантами різних країн. Сенс цього заклику полягав у поєднанні бахівської логіки, принципів розвитку та конструювання музичної форми з новітніми засобами музичної мови. 
Музичний неокласицизм отримав розвиток, насамперед у творчості Ігоря Стравінського («Аполлон Мусагет», «Пульчинелла», «Орфей», «Кар'єра марнотрата») і А. Русселя («Сюїта in Fa», «Вакх і Аріадна»), по відношенню до якої термін «неокласицизм» уперше було вжито (у 1923 г.). У Франції неокласицизм отримав також розвиток у послідовників Е. Саті, представників французької «шістки» (Даріус Мійо, Артур Онеґґер, Франсіс Пуленк та інших) і деяких інших композиторів, в Німеччині — у творчості П. Гіндеміта. 
В Україні через негативний вплив радянської політики щодо мистецтва неокласицизм з'явився лише в 1960-х роках (М. Скорик), пізніше - в творчості В. Бібіка, І. Карабиця, Ж. та Л. Колодубів та ін.